# 気管切開
気管切開（きかんせっかい、英: tracheotomy or tracheostomy）または気管切開術は、外科的気道確保の一種である。首の前面を切開し、気管を切開して直接、気道を開く手術である。

## 概要
この手術により、出来上がった開口部は、呼吸をするためのチューブの挿入経路として用いることができ、単独で呼吸をするための経路としても機能する。このチューブ（気切チューブ）があれば、鼻や口を介すること無く呼吸が可能となる。一方、声帯を空気が通過しない、もしくは流量が減少するため、発声は出来なくなるか、制限される。気管切開は複雑な手技とされ、外科系医師によって手術室で行われるのが望ましい。緊急時には、この手技は輪状甲状靱帯切開よりも合併症の発症率が高いため、利点はない。気管切開が必要になる状況とは、気管より上の気道が物理的または機能的に狭窄または閉塞した状態（上気道閉塞)、長期間の人工呼吸、そして自力で喀痰を排出することが困難となった状況である。気管切開のストーマは必要が無くなれば、チューブを抜去して創傷被覆剤を貼っておくと、治癒していき、およそ1週間から10日で自然に閉鎖する。
6000年以上の歴史を持つ古い手術手技の1つだが、長い間成功率が低く、ヒトでの記録に残っている確実な成功例は1546年のアントニオ・ムサ・ブラッサボラ（Antonio Musa Brassavola）の報告が初となる。
現在の定型的気管切開法の術式が確立されたのは、シュバリエ・ジャクソン（Chevalier Jackson）による（1921年）。ワイヤーを気管内に留置してそのワイヤーをガイドとしてチューブを留置する手技、すなわちセルディンガー法の応用による技法が開発されたのは1980年代になってからであり、この手技を経皮的気管切開という。気管切開の安全性が向上した今日、長期の人工呼吸が予想される状況では、積極的に早期に行われる事例も増えてきている。

## 用語と語源について

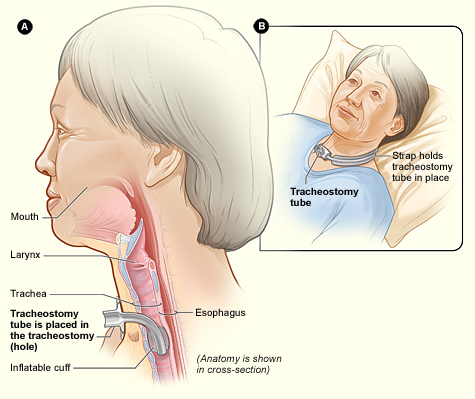
図Aは、頸部の側面図と、気管（気管支）に気管切開チューブを正しく挿入した状態を示す。図Bは、気管切開を行った患者の外観を示す。

気管切開（tracheotomy）の語源は、気管を意味するtrachea（ギリシャ語 τραχεία（tracheía））と「切る」を意味する語根 tom-（ギリシャ語 τομή（tomḗ）から）という2つのギリシャ語に由来する。別名のtracheostomyという言葉は、「口」を意味する語根stom-（ギリシャ語のστόμα（stóma）から）を含み、半永久的または永久的な開口部を作ること、および開口部そのものを指す。上記の用語の使い分けは曖昧である。その曖昧さの一因は、ストーマ（開口部）を造設した時点で、そのストーマ（開口部）が永久的なものであるかどうかが不明確であるためである。
気管切開の開口部から気管内には通常、気管切開チューブ（略称: 気切チューブ）が気管内に留置される。このチューブはカニューレと呼ばれることもある。

## 適応
気管切開を行う主な理由は以下の3つである。
1. 機能的または物理的な上気道閉塞
2. 長期間の人工呼吸のための気道確保
3. 気管または気管支分泌物のクリアランスの低下/不全（自力での喀痰排泄能低下）

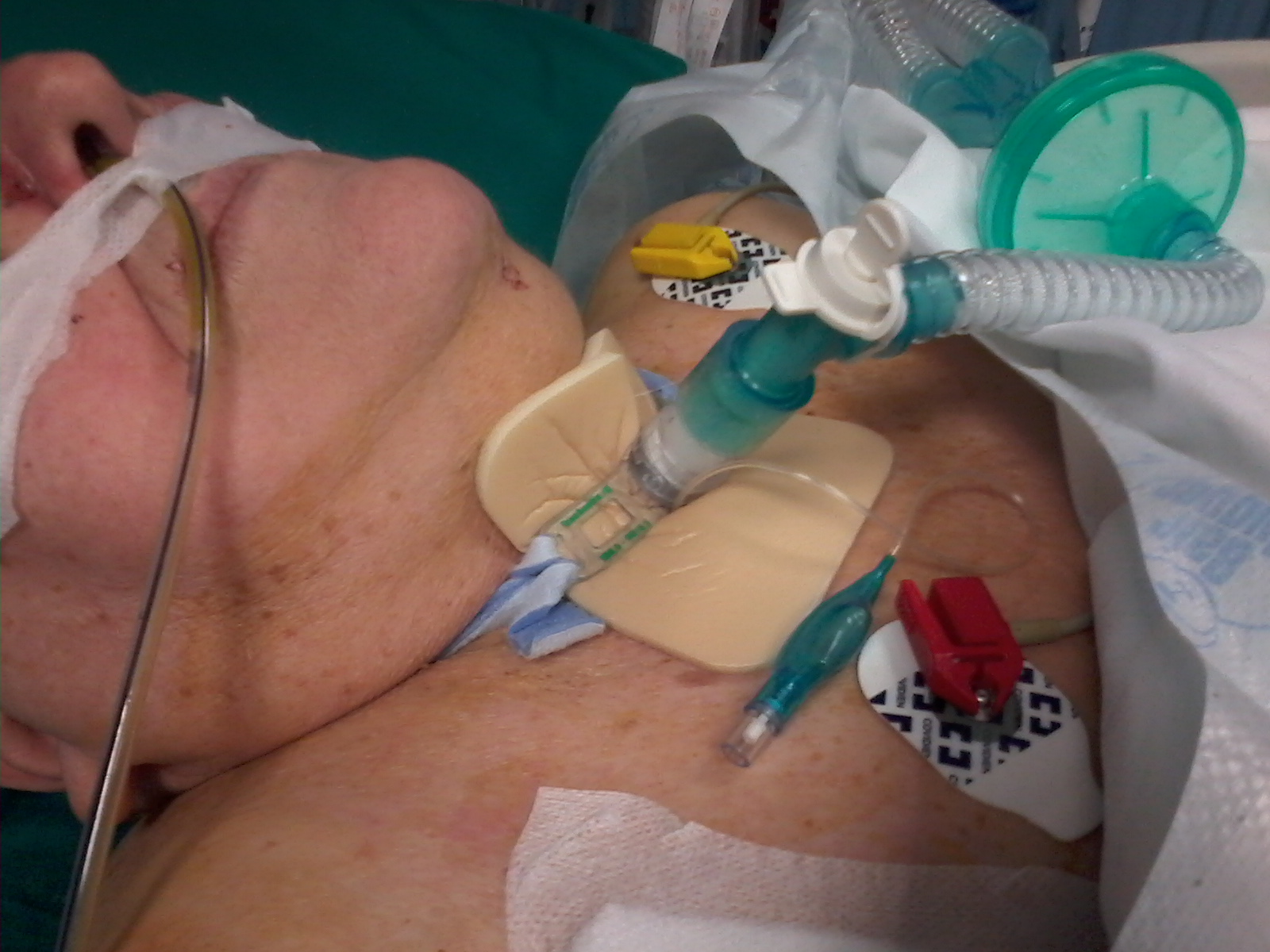
気管切開中の患者は、人工呼吸器による呼吸補助を必要とすることがある。

上気道閉塞の原因には、反回神経麻痺、重度の顔面外傷、頭頸部の腫瘍、熱傷、および頭頸部の炎症、口腔咽頭の手術後、遷延性意識障害などがある。上気道閉塞で緊急性が極めて高い場合は、気管切開ではなく輪状甲状靱帯切開が推奨されている。
慢性期（長期間）の気管切開の適応には、長期的な機械換気と気管吸引が必要な場合などがある（昏睡患者、頭頸部の大手術後など）。気管切開を行うことで、鎮静薬や昇圧薬の投与量を大幅に減らすことができ、集中治療室（ICU）での入院期間も短縮できる。長時間の人工呼吸が必要な場合は、通常、気管切開が考慮される。この処置を行うタイミングは、臨床状況や医療従事者の嗜好に左右され、統一見解がない。2000年に行われた国際的な多施設共同研究によると、人工呼吸を開始してから気管切開を受けるまでの期間の中央値は11日であった。人工呼吸を長期化させるよりも気管挿管を早期に行うことで、人工呼吸から早期に離脱でき、患者の苦痛・不快感が軽減され、口腔ケアなどの看護が容易となり、人工呼吸関連肺炎が減少すると報告されている。
長期化した肺炎などにより、気道分泌物や喀痰が増えた場合は、自己による排痰が困難となり、医療従事者により、カテーテルや気管支鏡でそれらを除去せねばならない。これら分泌物は気道閉塞を起こすことすらあり、その場合は気管挿管が必要となる。気管チューブ経由で分泌物吸引は容易となるが、長期化した場合は気管切開を行ったほうが、分泌物の除去（ドレナージ）は改善する。
気管切開は人工呼吸管理が長期化した場合に考慮されることから、延命処置の一環として、尊厳死の観点から、当事者ないしは家族が難しい決断を迫られる事例がある。

## 代替手段
気管切開は気道確保の一手段であり、状況によっては、ラリンジアルマスクや気管挿管で代替できる。非侵襲的換気（Non-invasive ventilation: NIV）や高流量鼻カニュラ酸素療法（HFNC）によって気管切開を回避できることもある。NIVの一種である二相性キュイラス換気が気管切開回避に有効なこともある。

## 器材

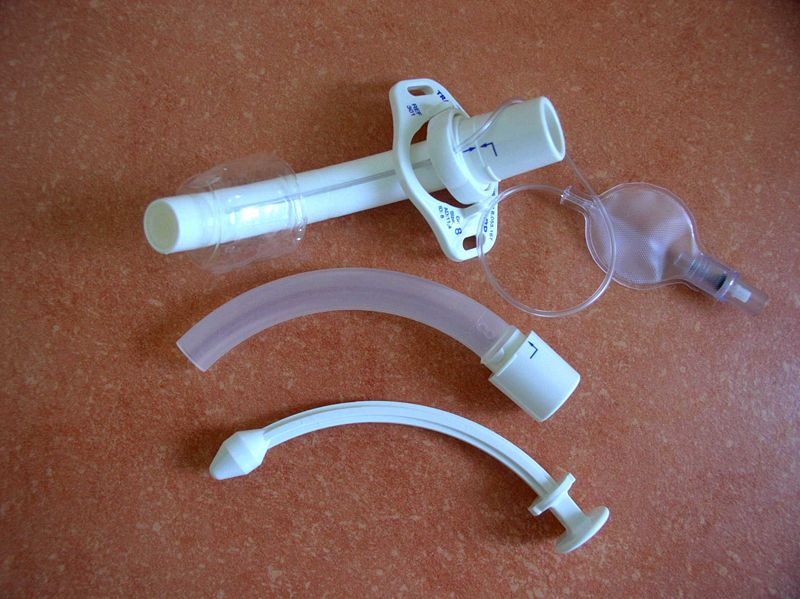
複管式気切チューブの部品。膨張式カフ（右上）付き外筒（上段）、内筒（中央）、オブチュレーター（下段）

気管切開チューブは、単管式と複管式、カフ付きとカフなしがある。複管式の気管切開チューブは、外側カニューレ（または外筒）、内側カニューレ（内筒）、およびオブチュレータから構成される。オブチュレーターは、気管切開チューブを挿入する際に、外側カニューレの留置ガイドとして使用され、外側カニューレが所定の位置に装着されると取り外されて、内側カニューレが代わりに挿入され、外側カニューレはそのまま留置され続ける。時間が経過すると分泌物がたまるため、その際は、内側カニューレを、取り外して洗浄するか、交換する。単管式気管切開チューブには、取り外し可能な内側カニューレはなく、狭い気道に適している。カフ付き気管切開チューブは、チューブの先端に膨らませることができるバルーンがあり、気管を密閉して陽圧換気を可能にし、誤嚥を防ぐ。
気管切開を行うとカニューレを介して呼吸が行われる。そのため、声帯を気流が流れることがなく、発声が不可能となってしまう。それを解決するために、スピーキングカニューレ（もしくはスピーチカニューレ）が用いられることがある。これらのカニューレには、1個または数個の柵状の穴が空いており、このタイプは発声が可能である。スピーキングカニューレでは一部の気流を上気道にも流すことで発声を可能とすることができる。発声ができるようになるには訓練をする必要もあるが、言語によるコミュニケーションが可能になることはクオリティ・オブ・ライフに大きく貢献する。複管式カニューレには外筒の中間部後面に「窓」があるものがあり、内筒を抜去してカニューレの開口部を閉じれば、声門、窓、カニューレ内に気流が流れ、発声が可能となる。
特殊な気管切開チューブバルブ（Passy-Muir弁など）は、患者の発話を補助するために作られた。患者は一方向弁のあるチューブから息を吸い込むことができる。息を吐くと、圧力によってバルブが閉じ、チューブの周りの空気が声帯を通過し、音声が発生する。

## 手術手技

### 観血的気管切開
定型的気管切開法とも呼ばれる。気管切開は典型的には観血的手技（open surgical tracheotomy: OST）により、通常、無菌の手術室で行われる。最適な患者の体位は、肩の下にクッションを置き、頸部を伸ばすことである（甲状腺位）。合併症が少ないとされる方法は、下気管切開、すなわち胸骨上切痕の二横指上を横切開するものである。切開部位により、他に上気管切開、中気管切開があるが、それぞれ、遠隔期に気管狭窄を生じやすい、甲状腺の処理が難しいという欠点がある。皮膚、皮下組織、舌骨下筋を脇に避け、甲状腺峡部を露出させ、切離ないしは上方に牽引する。甲状腺を気管前面から十分剥離したのち、気管前面を切開する。切開創は逆U字、十字切開などがある。切開が完了したら、適切なサイズのチューブを挿入する。チューブを人工呼吸器に接続し、十分な換気と酸素化を確認する。その後、固定器具を気管切開チューブにとりつけ、紐で結びつけるか、皮膚に縫合、またはその両方で頸部に装着する。

### 経皮的気管切開
経皮的気管切開術（Percutaneous dilatational tracheotomy: PDT）とは、中空針で前方から気管を穿刺して、針の中からワイヤーを気管内に留置し、そのワイヤー周囲をダイレーターと呼ばれる器具で拡張し、ワイヤーをガイドに、カニューレをその孔から気管内に留置する手技である。中心静脈カテーテルの安全な留置手技である、セルディンガー法を応用したものである。
Griggs法とCiaglia Blue Rhino法が現在使用されている2つの主な手技である。これら2つの手技の間で多くの比較研究が行われているが、明確な差は現れていない。OSTに対するPDTの利点は、患者のベッドサイドで手技を行えることである。これにより、手術室での処置に必要なコストや時間・人員を大幅に削減することができる。PDTの禁忌は、気管切開部位の感染、コントロールされていない出血性疾患、不安定な心肺状態、安静を維持できない患者、気管喉頭構造の解剖学的異常などである。

### mini-tracheostomy
喀痰の吸引や、短期間の呼吸管理を目的として、伝統的な気管切開よりも小さな切開創で行われる気管切開をmini-tracheostomyという。切開部位は気管輪では無く、輪状甲状靱帯であり、輪状甲状靱帯切開と手技そのものが類似しており、厳密な定義はない。

## リスクと合併症
気管切開には、他の外科手術と同様、難しい症例もある。子供の手術は、体が小さいのでより難しい。首が短かったり、甲状腺が大きかったりすると、気管に到達するのが難しくなる。首に異常のある患者、肥満の患者には、他にも問題点がある。
起こりうる合併症には、出血、気道確保失敗、皮下気腫、創部感染、ストーマの蜂巣炎、気管輪の損傷、気管切開チューブの位置異常、気管支痙攣などがある。
早期合併症には、感染、出血、縦隔気腫、気胸、気管食道瘻、反回神経損傷、チューブの位置異常などがある。遅発性合併症には、気管腕頭動脈瘻、気管狭窄、遅発性気管食道瘻、気管皮膚瘻などがある。
2013年のシステマティックレビュー（1985年から2013年4月までの発表症例）では、経皮的拡張気管切開術（PDT）の合併症と危険因子が調査され、死亡の主な原因は出血(38.0%)、気道合併症(29.6%)、気管穿孔(15.5%)、気胸(5.6%)であった。2017年に行われた同様のシステマティックレビュー（1990年から2015年の症例）では、観血的気管切開術（OST）とPDTの両方における致死率が調査され、2つの術式間で死亡率と死因が同程度であることが確認された。死亡率はそれぞれ0.62%と0.67%であった。
出血はまれであるが、気管切開後死亡の原因となる可能性が最も高い。出血は通常、気管と近傍の血管との間の異常な交通である気管腕頭動脈瘻が原因で起こり、術後3日から6週間の間に現れることがほとんどである。瘻孔は、器具の位置の誤り、褥瘡や粘膜損傷を引き起こす高いカフ圧、低位の気管切開、頸部の運動の繰り返し、放射線治療、または長時間の挿管によっても生じることがある。
PDTに関する2013年のシステマティックレビューで確認された潜在的な危険因子は、気管支鏡による位置確認をしていないことであった。気管支鏡（気道の内部を可視化するために患者の口または気管切開口から挿入する器具）を使用すると、気切チューブの適切な留置確認と解剖学的構造を可視化するのに有用である。しかし、これは手技と患者の解剖学的構造の両方に関する外科医の技量と習熟度に左右されることもある。
気道に関する潜在的な合併症は多数ある。PDT中の死亡の主な原因には、気切チューブの外れ、処置中の気道確保失敗、チューブの誤留置などがある。より緊急性の高い合併症の1つに、自然発生的またはチューブ交換時の気切チューブの外れまたは位置異常がある。まれではあるが（気切チューブ使用日数の1/1000以下）、気道喪失（窒息）による致死率は高い。このような事態の重大性から、気切チューブを使用している人は、医療従事者と相談し、事前に具体的な緊急挿管ないしは再挿入計画を書面で作成しておく必要がある。
喉頭気管狭窄は、喉頭・気管の異常な狭窄として知られており、気管切開後の長期合併症の可能性がある。狭窄の最も一般的な症状は、徐々に悪化する呼吸困難である。しかし発生率は低く、0.6～2.8％で、大出血や創感染症がある場合は発生率が高くなる。2016年のシステマティックレビューでは、観血的気管切開を受けた患者ではPDTと比較して気管狭窄の発生率が高いことが確認されたが、その差は統計的に有意ではなかった。
ベッドサイドでの経皮的気管切開術に関する2000年のスペインの研究では、全合併症率は10～15%、手技による死亡率は0%と報告されており、これはオランダや米国の文献で報告されている他の一連の症例報告と同程度である。2013年のシステマティックレビューでは、手技による死亡率は0.17％、600例に1例と算出されている。複数のシステマティックレビューで、死亡率、大出血、創感染率に経皮的手術法と観血的手術法の間に有意差はないことが確認されている。
特に2017年のシステマティックレビューでは、全気管切開のうち最も一般的な死因とその頻度を算出し、出血（OST：0.26％、PDT：0.19％）、気道喪失（OST：0.21％、PDT：0.20％）、チューブの誤留置（OST：0.11％、PDT：0.20％）とした。
2003年のアメリカの遺体を対象とした研究では、Ciaglia Blue Rhino法では多発性の気管輪骨折が、その小規模な症例シリーズの100％に発生した合併症として確認されている。上記の比較研究では、生残患者30人中9人に気管輪骨折が確認されている一方、他の小規模な研究では20例中5例であったとされる。

## 歴史

### 古代

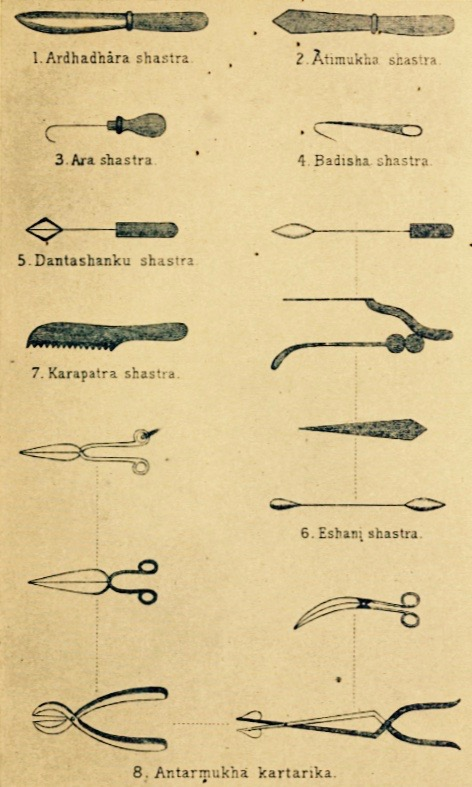
スシュルタ・サンヒターに記された手術器具

最も古い気管切開の描写は、紀元前3600年頃のエジプトの2つの粘土板に見られる。紀元前1550年頃に作られた110ページのエジプトの医学パピルスであるエーベルス・パピルスでも気管切開について言及されている。気管切開は古代インドの経典であるリグ・ヴェーダにも記載されており、「頸部軟骨が完全に切断されない限り、結紮具を用いずに気管を再び結合させることができる恩寵豊かな方法」と記されている。スシュルタ・サンヒター(紀元前400年頃）は、気管切開について言及しているアーユルヴェーダ医学と外科学に関するインド亜大陸の別のテキストである。
ギリシャの医師ヒポクラテス（紀元前460～370年頃）は、気管切開を非難した。ヒポクラテスは、気管切開の際に頸動脈が不注意で裂傷し、死亡する危険性があることを警告し、「最も困難な瘻孔は軟骨部に生じるものである」とも述べている。ビザンチウムのホメロス（Homerus of Byzantium）は、アレキサンダー大王（紀元前356～323年）が兵士の気管を剣先で切開して窒息から救ったことを記したと言われている。
ヒポクラテスの懸念をよそに、ペルガモンのガレノス（129-199）とカッパドキアのアレタエウス（Aretaeus）（ともに紀元後2世紀にローマに住んでいた）は、ビテュニアのアスクレピアデス（Asclepiades of Bithynia）が初めて待機的な気管切開を行った人と認めている。しかし、アレタエウスは、気管軟骨に切開を加えると二次的な創傷感染が起こりやすく、治癒しないと考えていたため、気管切開を行うことに警告を発していた。彼は、「創縁は癒合しない、なぜなら両者とも軟骨質であり、合わさる性質を持っていないからである」と書いている。紀元2世紀にローマに住んでいた他のギリシア人外科医アンティルス（Antyllus）は、口腔疾患を治療する際に気管切開を行ったと報告されている。アンティルスは、生命を脅かす気道閉塞の治療には、第3気管輪と第4気管輪の間を横切開することを推奨し、現代で使用されている手技により近いものに改良した。一方、アンティルスは、重度のクループの場合、病変が手術部位の奥であるため、気管切開術は有効ではなかったと記している。アンティルスの原著は失われたが、いずれもギリシャ人の医師であり歴史家でもあった、オリバシウス（320-400年頃）とアイギナのパウロス（625-690年頃）によって保存された。ガレノスは気管の解剖学を明らかにし、喉頭が声を発生させることを初めて実証した。ガレノスは人工呼吸の重要性も理解していたのかもしれない。というのも、彼はある実験で、死んだ動物の肺を膨らませるためにふいごを使ったからである。

### 中世
気管切開の提唱者であった7世紀のビザンチンの医師、アイギナのパウロスは、気管切開をテーマとした以前のギリシア人著者の著作を認め、彼自身の著作の中で気管切開に関する記述を行っている。1000年、アラビア語圏のスペインに住んでいたアラブ人、アブー・アル＝カースィム・アッ＝ザフラウィー（936-1013）は、30巻からなる図譜つきの手術書である解剖の書（Kitab al-Tasrif）を出版した。彼は気管切開を行ったことはないが、自殺未遂で自分の喉を切った奴隷の少女を治療した。彼は傷を縫い合わせ、少女は回復し、喉頭の切開が治癒することを証明した。1020年頃、イブン・スィーナー（980-1037）は『医学典範（The Canon of Medicine）』の中で、呼吸を容易にするための気管挿管について述べている。窒息治療のための気管切開に関する最初の明確な記述は、12世紀にイブン・ズフル（1091-1161）によってなされた。Mostafa Shehatによれば、ズフルはヤギの気管切開手術に成功し、ガレノスの術式の正しさを実証した。

### 16-18世紀

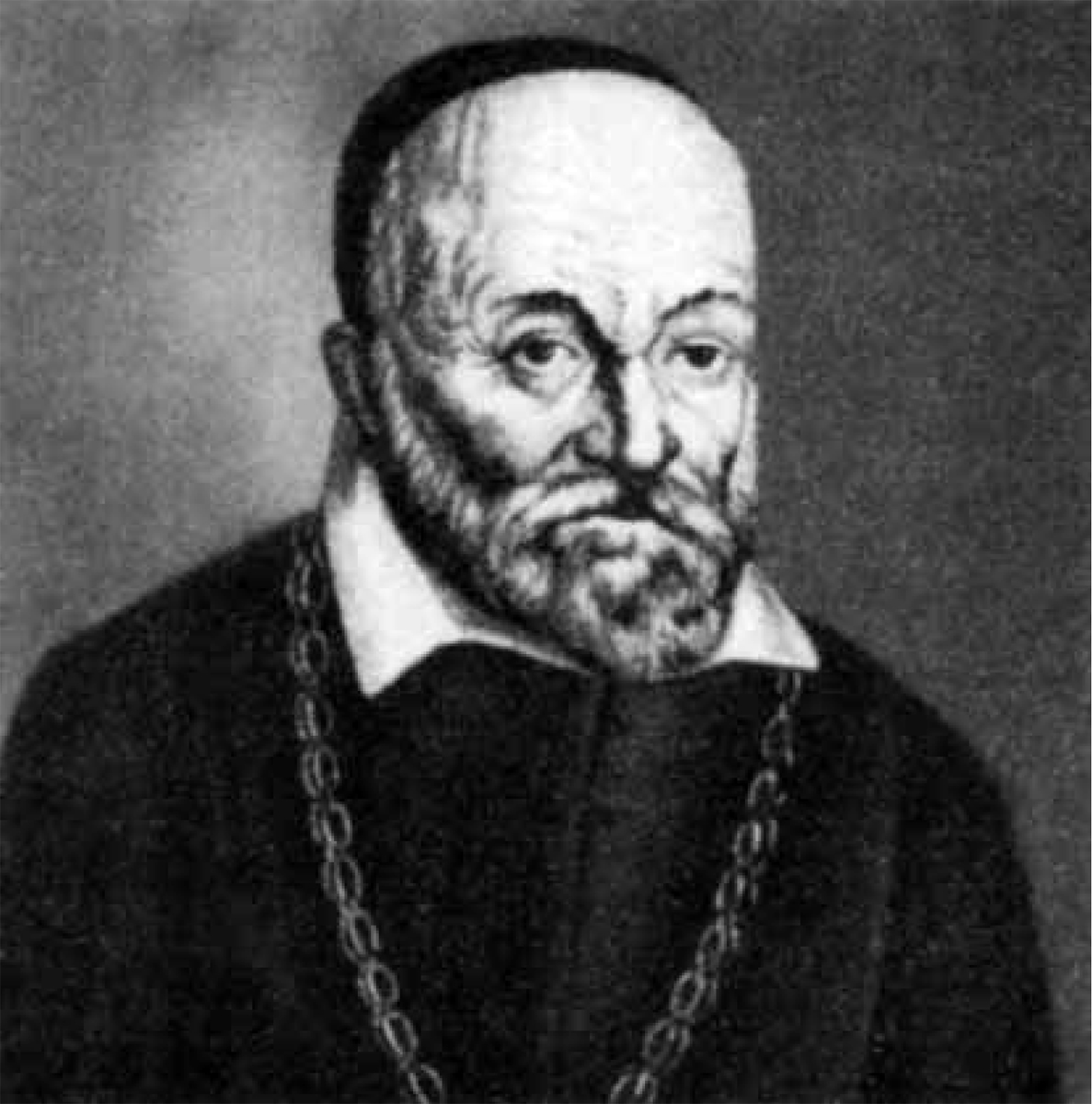
ジェローラモ・ファブリツィオ(1533–1619) は最初に気管切開チューブを考案した。

ルネサンス期には解剖学と外科学が大きく進歩し、外科医は気管に対する手術をより積極的に行うようになった。にもかかわらず、死亡率は改善しなかった。1500年から1832年までの文献には、気管切開が成功したという記述が28件しかない。
動物の気管挿管とその後の人工呼吸に関する最初の詳細な記述は、ブリュッセルのアンドレアス・ヴェサリウス（1514-1564）によるものだった。1543年に出版された彼の画期的な著書『ファブリカ』の中で、彼は、瀕死の動物を開胸して気管に葦を入れ、葦を介して間欠的に息を吹き込む実験について述べている。ヴェサリウスは、この技術が救命につながると書いている。
フェラーラのアントニオ・ムサ・ブラッサボラ（Antonio Musa Brassavola）(1490-1554）は、理髪外科医に見放された扁桃周囲膿瘍の患者を気管切開で治療した。患者は完治したようで、ブラッサボラは1546年にその記録を出版した。この手術は、気管やその開口部に関する多くの古代の文献が存在するにもかかわらず、記録された最初の気管切開の成功例とされている。理髪外科医のアンブロワーズ・パレ（1510-1590）は、16世紀半ばに気管裂傷の縫合について述べた。ある患者は内頸静脈も損傷していたにもかかわらず生存した。別の患者は気管と食道に傷を負っており、死亡した。

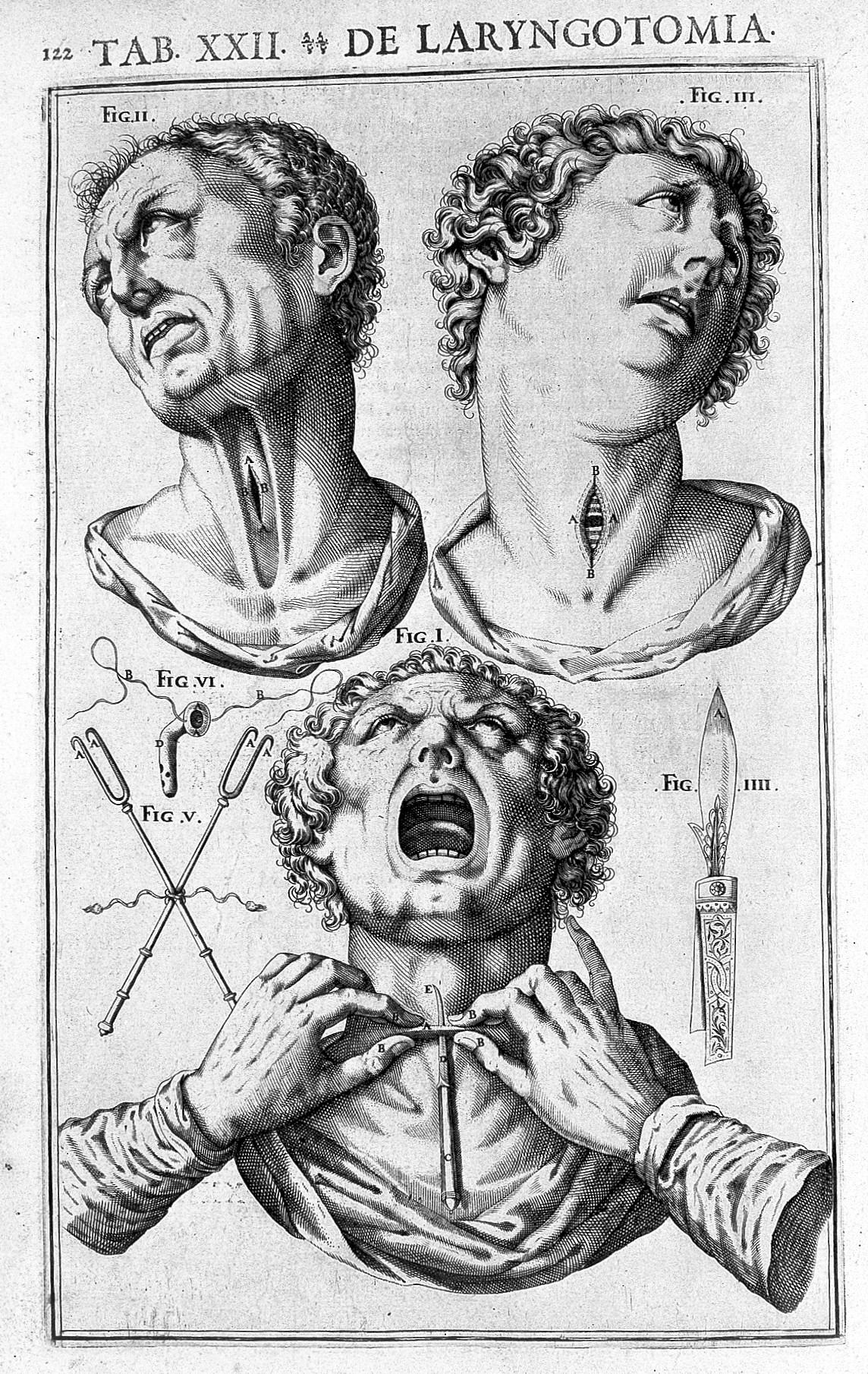
17世紀初頭にジュリオ・チェーザレ・カッセリ（Giulio Cesare Casseri）が著した気管切開の図譜

16世紀末、解剖学者で外科医のジェローラモ・ファブリツィオ（1533-1619）は、実際に自分で手術を行ったことはないものの、著作の中で気管切開の有用な手技を述べている。彼は縦切開を推奨し、気管切開チューブのアイデアを最初に紹介した。これはまっすぐで短いカニューレであり、チューブが気管の奥に進みすぎるのを防ぐための羽がついている。彼はこの手術を、異物や分泌物による気道閉塞の場合にのみ行って良い最後の手段としてのみ推奨した。ファブリツィオが記した気管切開の方法は、今日用いられているものと類似している。ジュリオ・チェーザレ・カッセリ（Giulio Cesare Casseri）は、ファブリツィオの後を継いでパドヴァ大学の解剖学教授となり、気管切開の手技と器具に関する独自の著作を発表した。カッセリは、いくつかの穴のあいた湾曲した銀の管を使うことを推奨した。マルコ・アウレリオ・セヴェリーノ（Marco Aurelio Severino）(1580-1656）は、熟練した外科医であり解剖学者であったが、1610年にナポリでジフテリアが流行した際、ファブリツィオが推奨した縦切開法を用いて気管切開を複数回成功させた。彼はまた、独自のカニューレを開発した。
1620年、ヌムール公の外科医であり解剖学者でもあったフランスの外科医Nicholas Habicot（1550-1624）は、彼が行った4件の「気管支切開術（bronchotomy）」の成功報告を発表した。そのうちの1件は、異物の除去のための気管切開術の最初の記録例であり、この例では刺された被害者の喉頭の血栓であった。彼はまた、食道異物による気管閉塞に対する気管切開についても述べている。その症例では、追い剥ぎによる金貨の盗難を防ごうとして、金貨が入った袋を飲み込んだ結果、食道に詰まり、気管が閉塞されたものである。Habicotはこの状態を気管切開により救った。金貨入りの袋がどうなったかは記録に残っていない。

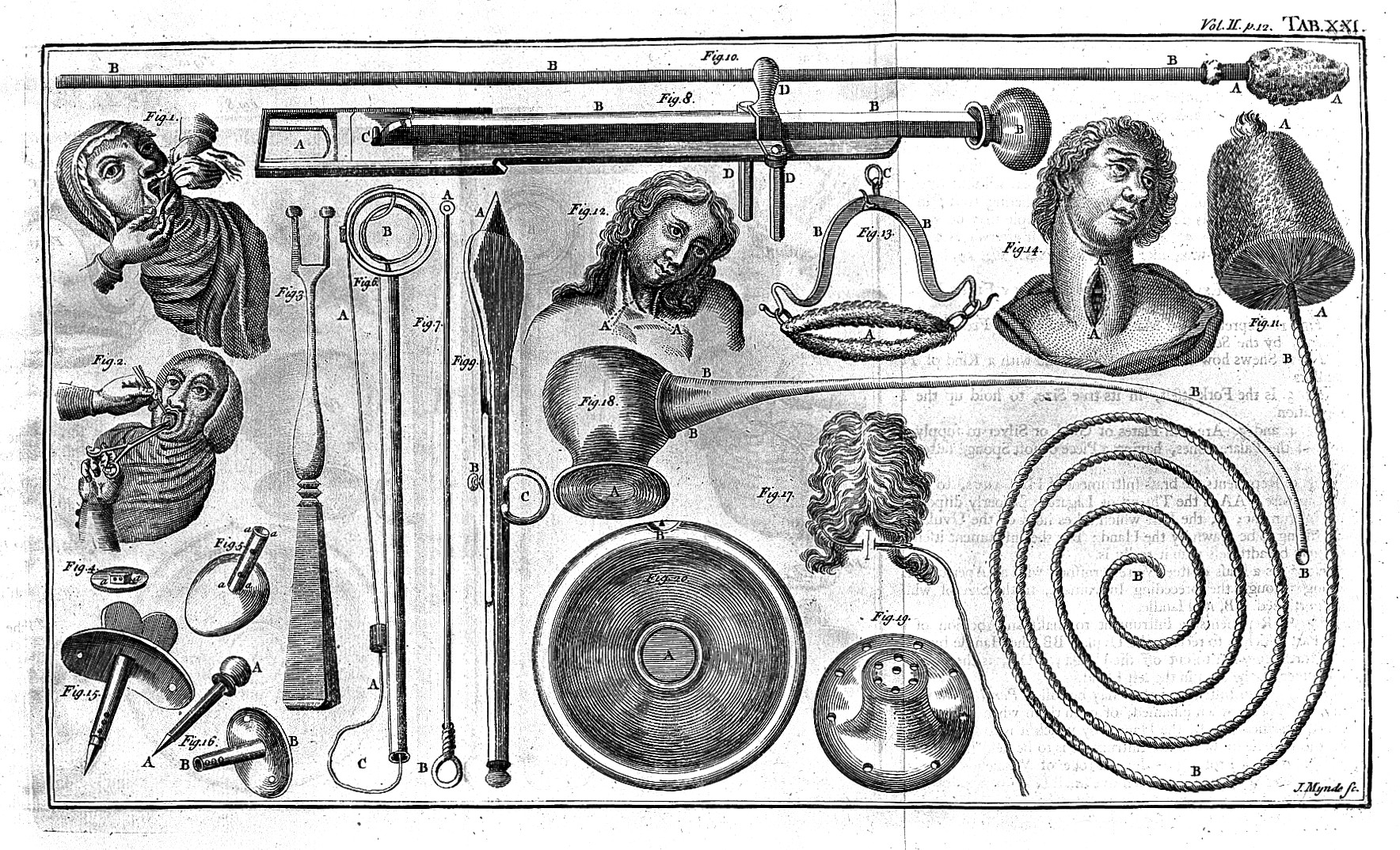
Lorenz Heisterによる気管切開の手術器具の図譜

サントーリオ・サントーリオ（1561-1636）は、手術にカニューレを初めて使用したと考えられており、手術後数日間はカニューレをそのままにしておくことを推奨していた。初期の気管切開器具は、HabicotのQuestion Chirurgicaleに図解されている。ルーヴァン大学の医学部教授であったThomas Fienus（1567-1631）が、1649年に「気管切開（tracheotomy）」という言葉を初めて使用したが、この言葉がこの術式に対して一般的に使用されるようになったのはそれから1世紀後のことである。ロストック大学解剖学教授のGeorg Detharding（1671-1747）は、1714年に溺水者を気管切開で治療した。1718年、ドイツの外科医 Lorenz Heisterにより、それまで「気管支切開（bronchotomy）」と呼ばれていたこの術式は、今日の名前である「気管切開（tracheotomy）」と名付けられた。しかし、気管切開はまだ手術手技として確実なものと見なされておらず、1799年、アメリカ合衆国大統領ジョージ・ワシントンはのどの炎症による呼吸困難に対して気管切開は検討されたものの、それが行われること無く死亡した。

### 19世紀

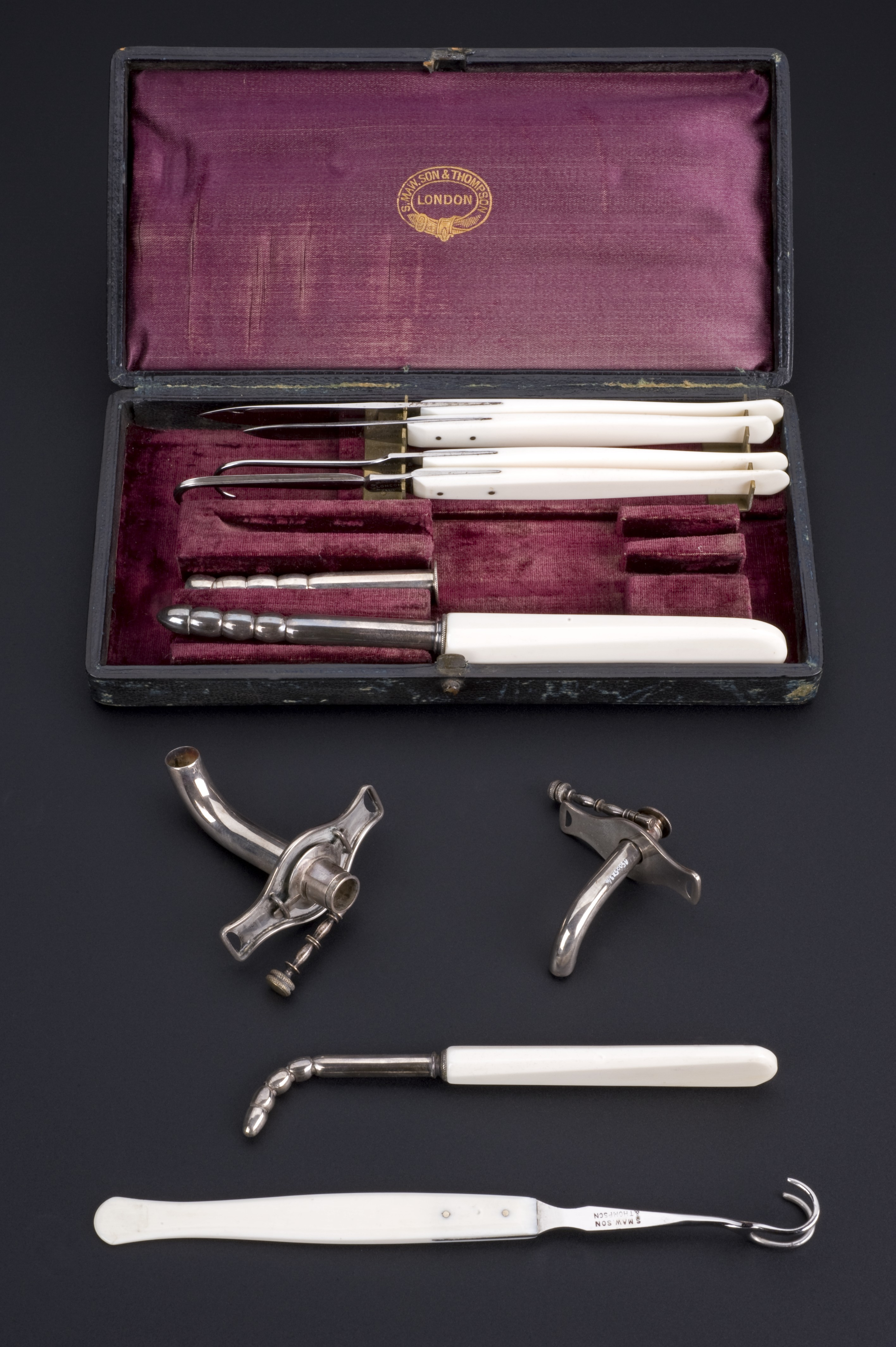
英国で18世紀末から19世紀初頭に用いられていたと考えられる気管切開のキット。メスやフック、サイズの異なる金属製カニューレが同梱されている。

19世紀初頭には、この手技はより広く行われるようになり、医学文献にも数多く報告されるようになった。1832年、フランスの医師ピエール・ブルトノー（Pierre Bretonneau）がジフテリアの最終治療手段として気管切開を行った。1852年、ブルトンノーの弟子であるアルマン・トルーソーは169件の気管切開を報告した（そのうち158件はクループのため、11件は「喉頭の慢性疾患」のため）。1858年、ジョン・スノウは動物モデルでクロロホルム麻酔を投与するための気管切開と気管へのカニュレーションを初めて報告した。1871年、ドイツの外科医フリードリヒ・トレンデレンブルク(1844-1924）は、全身麻酔薬を投与する目的で行われ、初めて成功したヒトの待機的気管切開について記述した論文を発表した。1880年には、スコットランドの外科医ウィリアム・メイスウェン（William Macewen）(1848-1924)が、声門浮腫のある患者に呼吸を可能にするために、気管切開の代替として、またクロロホルムを用いた全身麻酔の際に、経口気管挿管を行ったことを報告している。1888年にドイツ皇帝フリードリヒ3世が喉頭癌で亡くなった後、モレル・マッケンジー（Morell Mackenzie）(1837-1892)と他の侍医達は、気管切開の当時の適応と絶対適応について論じた本を共同執筆した。

### 20世紀以後

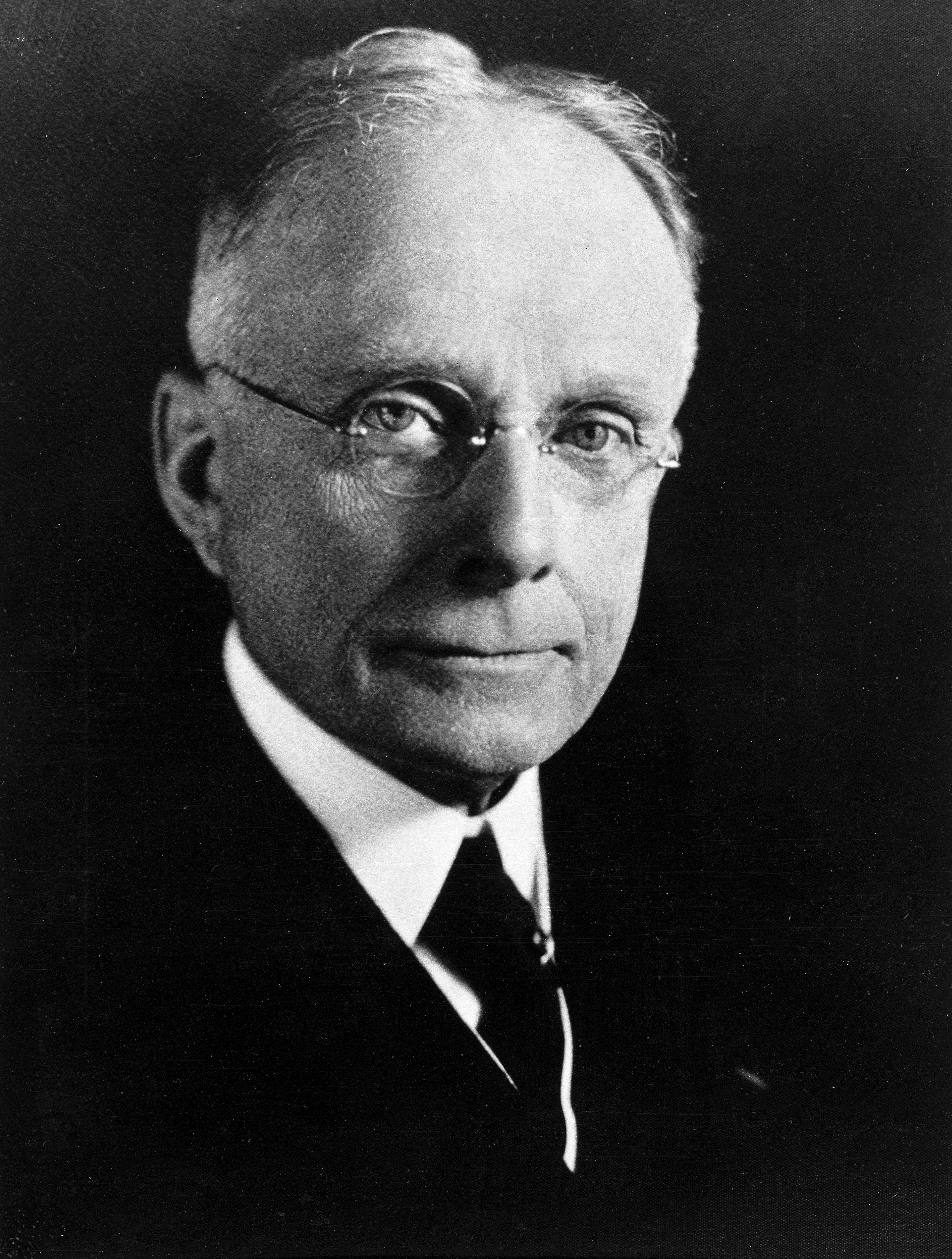
シュバリエ・ジャクソン（Chevalier Jackson）

現在行われている外科的気管切開法は、1909年にフィラデルフィア、ジェファーソン大学喉頭科学教授のシュバリエ・ジャクソン（Chevalier Jackson）(1865-1958)によって報告された。1921年、ジャクソンは高位気管切開が声門下狭窄などの致死的合併症を伴うとして行うべきで無いとし、今日の観血的気管切開法の術式を確立した。
1952年、コペンハーゲンにおけるポリオの大流行は、それ以前の人工呼吸器の主流であった鉄の肺の絶対的な不足をもたらし、今日の人工呼吸法の主流である陽圧式人工呼吸器普及のきっかけとなった。その時の気道確保は、気管切開によるものであった。その後、気管チューブと気管挿管技術が発達し、人工呼吸の際の気道確保は、手術を必要としない経喉頭挿管（経口挿管、ないしは経鼻挿管）が優先的に行われるようになった。
最初に広く認められた経皮的気管切開術（Percutaneous dilatational tracheotomy: PDT）は、1985年にニューヨークの外科医Pat Ciagliaによって報告された。なお、PDTの原型は第二次世界大戦中の日本軍で実用化されていた。この方法は、片手で握って皮膚から気管まで一気に穿刺・拡張する金属製の穿刺刀と金属製カニューレで構成された簡易キットによるものであった。次に広く使われるようになったのは、1989年にオーストラリアの集中治療専門医ビル・グリッグス（Bill Griggs）によって開発された方法である。1995年にはFantoniが経皮的気管切開の経喉頭アプローチを開発した。
PDTの手技確立によって、気管切開の侵襲性は大きく低下した。それまで経喉頭挿管による人工呼吸が長期化した場合に行われていた気管切開は、経喉頭挿管での待機期間がそれまでの10日程度から、3-4日程度に短縮されるようになってきている。

2019年度以降の新型コロナウイルス感染症の感染拡大期には、多くのコロナウイルス肺炎患者が発生したが、気管切開は多量のエアロゾルが発生する手技であることから、通常の手術よりもさらに厳重な個人用防護具を着用した上で手術を行うことが推奨されている。

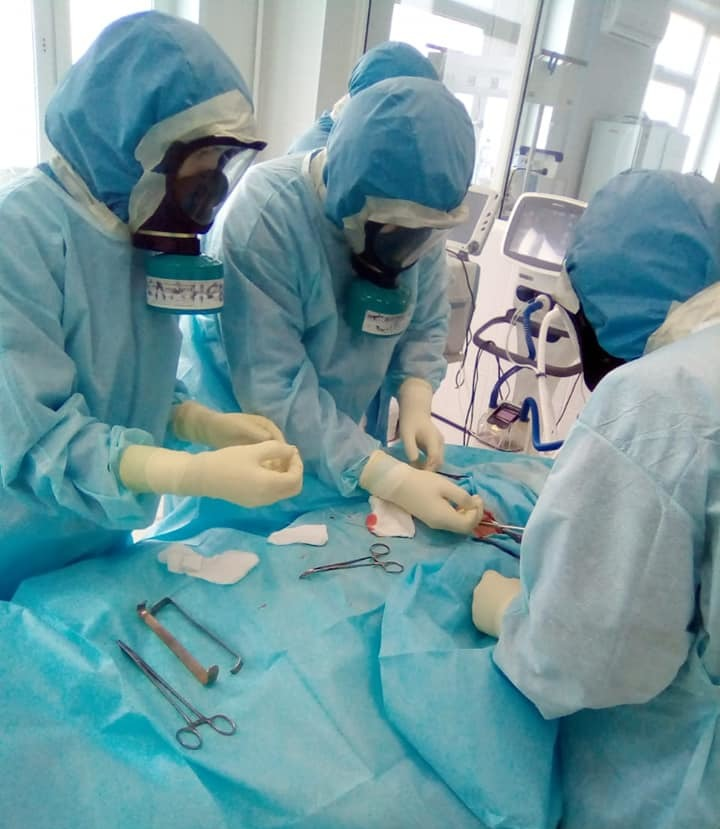
患者の上には清潔覆布がかけられ、外科医は滅菌ガウンを着用して、無菌環境で気管切開を行う。対象患者はCOVID-19感染患者であり、執刀医はエアロゾル感染を防ぐために通常よりも隔離度の高いガウンとフィルターつきマスクを着用している。

## 社会と文化

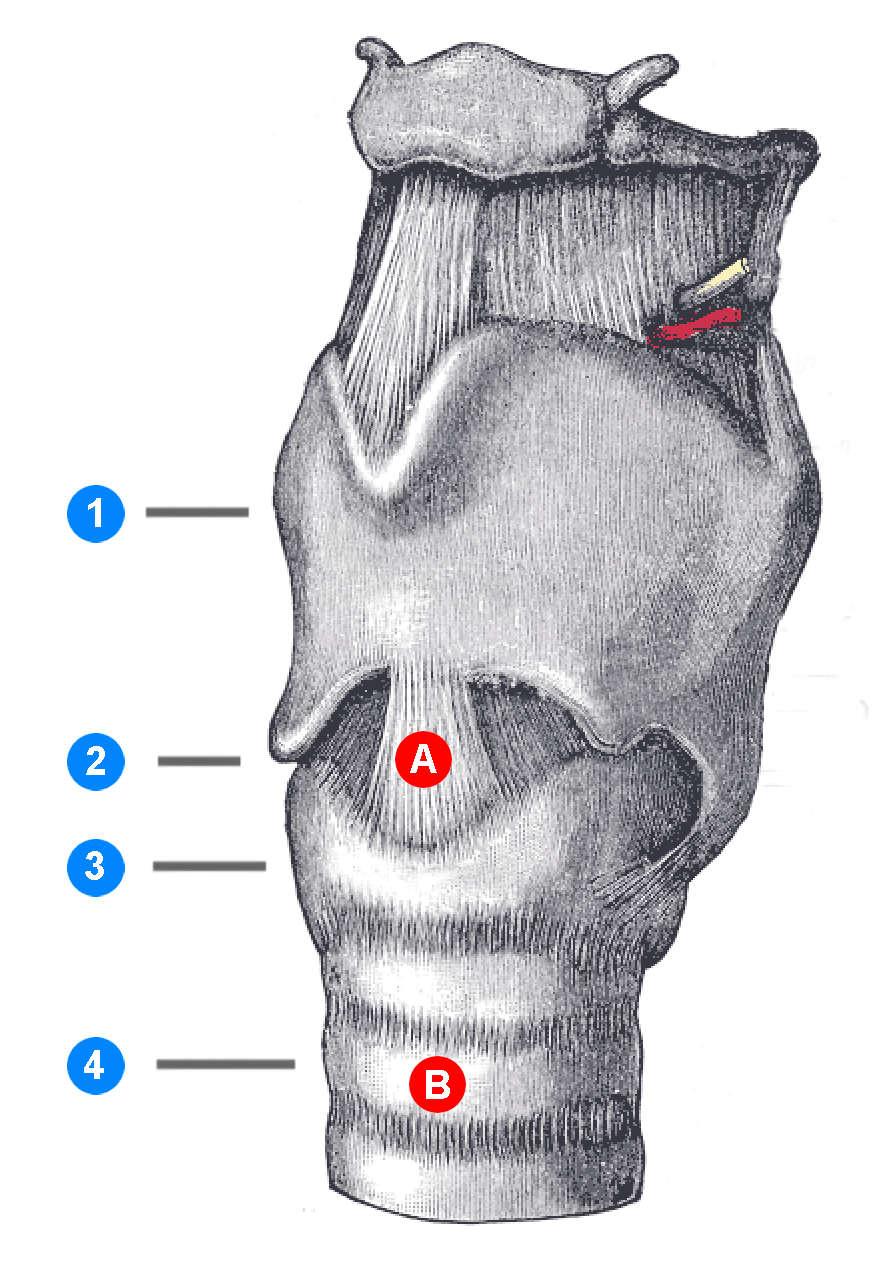
喉頭の解剖(1)甲状軟骨 (2)輪状甲状靭帯 (3)輪状軟骨 (4)気管 輪状甲状靭帯切開は(A)、 気管切開は(B)の部位で行われる。

気管切開を受けたことのある（一時的なものを含む）著名人には、ミカ・ハッキネン、スティーブン・ホーキング、コニー・カルプ、クリストファー・リーヴ、ロイ・ホーン、ウィリアム・レンキスト、ギャビー・ギフォーズ、ジョージ・マイケル、ヴァル・キルマー、その他多数が含まれる。
映画やテレビ番組では、気道を確保するために首に緊急処置を施す場面が多く見られる。例えば、2008年のホラー映画『ソウ5』では、首から上で溺れさせられた登場人物が、呼吸のための気道を確保するためにペンで首を刺し、手作業で気管切開を行っている。緊急気道確保の最も一般的な方法は輪状甲状靭帯切開で、皮膚と輪状靭帯を切開するものである。これはしばしば気管切開と混同されたり、誤った名前で呼ばれたりする。しかし、開口部の位置や代替気道が必要な期間によって、両者はまったく異なるものである（右図）。